# Christine Mann
Christine Mann (* 1944 als Christine Heisenberg) ist eine deutsche Autorin, Pädagogin, Theologin und Psychologin.
Christine Mann war das zweitjüngste von sieben Kindern des Physikers Werner Heisenberg (1901–1976) und seiner Frau Elisabeth (1914–1998).
Heisenberg lernte 1964 ihren jetzigen Ehemann Frido Mann während des gemeinsamen Theologiestudiums kennen. 1966 heirateten sie standesamtlich und kirchlich. 1993 heirateten sie nach zwischenzeitlicher Scheidung 1981 erneut. Sie haben einen gemeinsamen Sohn.
Sie leitete viele Jahre eine schulpsychologische Praxis.

## Bücher
- Legasthenie verhindern, Kamp, Bochum 1989
- Selbstbestimmtes Rechtschreiblernen, Beltz, Weinheim 1991
- Selbsterfahrung durch Kunst. Methodik für kreative Gruppenarbeit mit Literatur, Malerei und Musik (zusammen mit Erhart Schröter und Wolfgang Wangerin), Beltz, Weinheim 1995
- LRS Legasthenie, Beltz, Weinheim 2001
- Störfall Schule, Nymphenburger, München 2001
- Strategiebasiertes Rechtschreiblernen, Beltz, Weinheim 2010
- Strategiebasiertes Rechtschreibtraining, AOL Verlag, Buxtehude
- Es werde Licht. Die Einheit von Geist und Materie in der Quantenphysik (zusammen mit Frido Mann), S. Fischer, Frankfurt 2017, ISBN 978-3-10-397245-0.
- Im Lichte der Quanten. Konsequenzen eines neuen Weltbilds (hrsg. zusammen mit Frido Mann), wbg Theiss, Darmstadt 2021, ISBN 978-3-8062-4184-6.

## Auszeichnungen (Auswahl)
- 2023: Goldenes Doktordiplom der Katholisch-Theologischen Fakultät der Universität Wien[6]